# Boussières-en-Cambrésis
Boussières-en-Cambrésis est une commune française située dans le département du Nord, en région Hauts-de-France. Les habitants sont les Boussiérois. Leur nom jeté est les Gris Culs.

## Géographie

### Localisation
|           | Avesnes-les-Aubert      | Saint-Hilaire-lez-Cambrai |
| Carnières | Boussières-en-Cambrésis | Bévillers                 |
|           | Beauvois-en-Cambrésis   |                           |

### Hydrographie

#### Réseau hydrographique
La commune est située dans le bassin Artois-Picardie. Elle est drainée par le Riot de Caudry,.
Le Riot de Caudry, d'une longueur de 11 km, prend sa source dans la commune de Caudry et se jette  dans l'Erclin à Rieux-en-Cambrésis, après avoir traversé six communes.

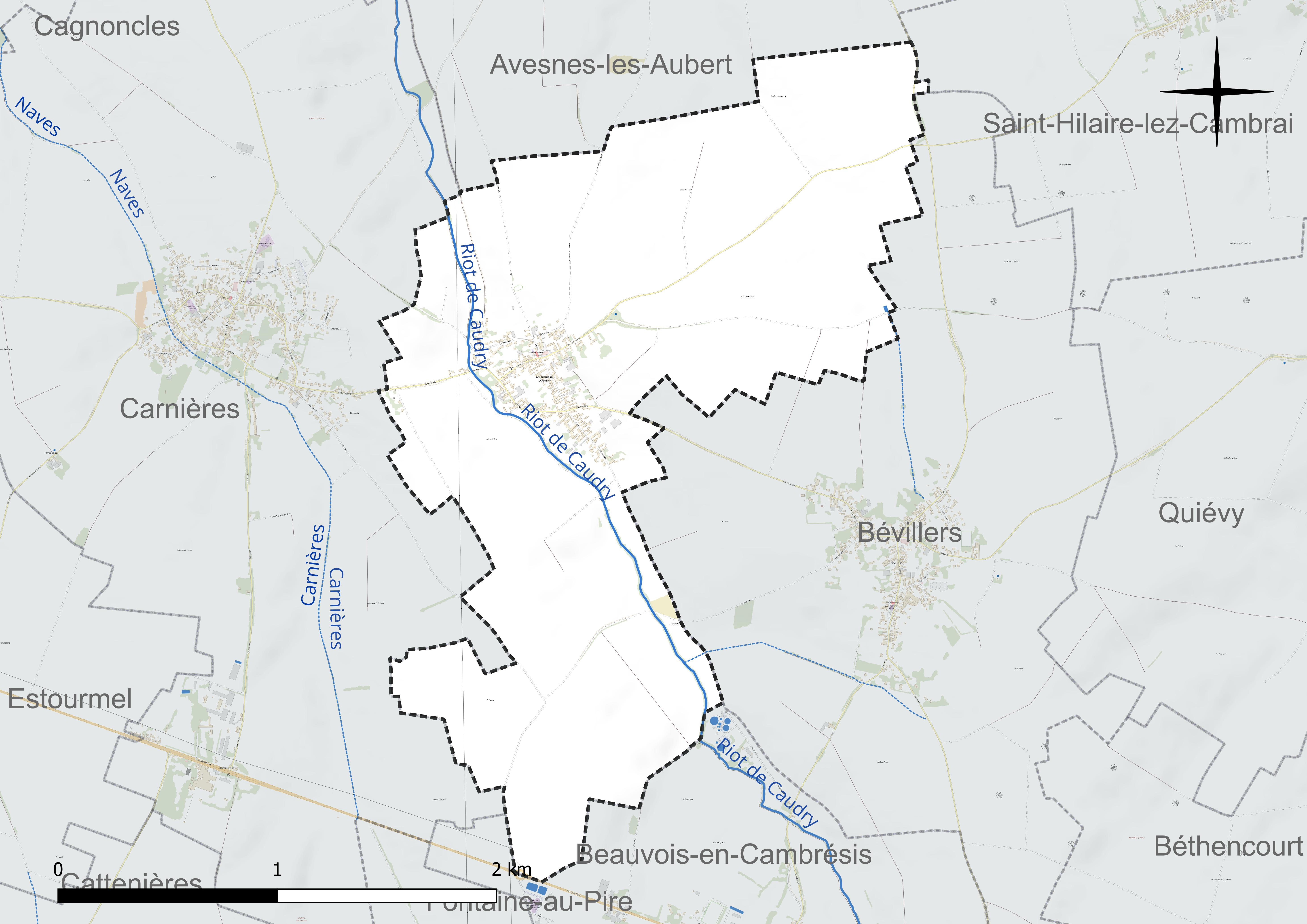
Réseau hydrographique de Boussières-en-Cambrésis.

#### Gestion et qualité des eaux
Le territoire communal est couvert par le schéma d'aménagement et de gestion des eaux (SAGE) « Escaut ». Ce document de planification concerne un territoire de 2 005 km2 de superficie, délimité par le bassin versant de l'Escaut. Le périmètre a été arrêté le 9 juin 2006 et le SAGE proprement dit a été approuvé le 13 juillet 2021. La structure porteuse de l'élaboration et de la mise en œuvre est le syndicat mixte Escaut et Affluents (SyMEA).
La qualité des cours d'eau peut être consultée sur un site dédié géré par les agences de l'eau et l'Agence française pour la biodiversité.

### Climat
Pour des articles plus généraux, voir Climat des Hauts-de-France et Climat du Nord.
En 2010, le climat de la commune est de type climat océanique dégradé des plaines du Centre et du Nord, selon une étude du CNRS s'appuyant sur une série de données couvrant la période 1971-2000. En 2020, Météo-France publie une typologie des climats de la France métropolitaine dans laquelle la commune est dans une zone de transition entre le climat océanique et le climat océanique altéré et est dans la région climatique  Nord-est du bassin Parisien, caractérisée par un ensoleillement médiocre, une pluviométrie moyenne régulièrement répartie au cours de l'année et un hiver froid (3 °C).
Pour la période 1971-2000, la température annuelle moyenne est de 10,1 °C, avec une amplitude thermique annuelle de 14,8 °C. Le cumul annuel moyen de précipitations est de 734 mm, avec 11,7 jours de précipitations en janvier et 9,1 jours en juillet. Pour la période 1991-2020, la température moyenne annuelle observée sur la station météorologique la plus proche, située sur la commune de Valenciennes à 24 km à vol d'oiseau, est de 11,0 °C et le cumul annuel moyen de précipitations est de 694,1 mm,. Pour l'avenir, les paramètres climatiques de la commune estimés pour 2050 selon différents scénarios d'émission de gaz à effet de serre sont consultables sur un site dédié publié par Météo-France en novembre 2022.

## Urbanisme

### Typologie
Au 1er janvier 2024, Boussières-en-Cambrésis est catégorisée bourg rural, selon la nouvelle grille communale de densité à sept niveaux définie par l'Insee en 2022.
Elle est située hors unité urbaine. Par ailleurs la commune fait partie de l'aire d'attraction de Cambrai, dont elle est une commune de la couronne,. Cette aire, qui regroupe 64 communes, est catégorisée dans les aires de 50 000 à moins de 200 000 habitants,.

### Occupation des sols
L'occupation des sols de la commune, telle qu'elle ressort de la base de données européenne d'occupation biophysique des sols Corine Land Cover (CLC), est marquée par l'importance des territoires agricoles (93,8 % en 2018), en diminution par rapport à 1990 (94,8 %). La répartition détaillée en 2018 est la suivante : 
terres arables (93,8 %), zones urbanisées (6,2 %). L'évolution de l'occupation des sols de la commune et de ses infrastructures peut être observée sur les différentes représentations cartographiques du territoire : la carte de Cassini (XVIIIe siècle), la carte d'état-major (1820-1866) et les cartes ou photos aériennes de l'IGN pour la période actuelle (1950 à aujourd'hui).

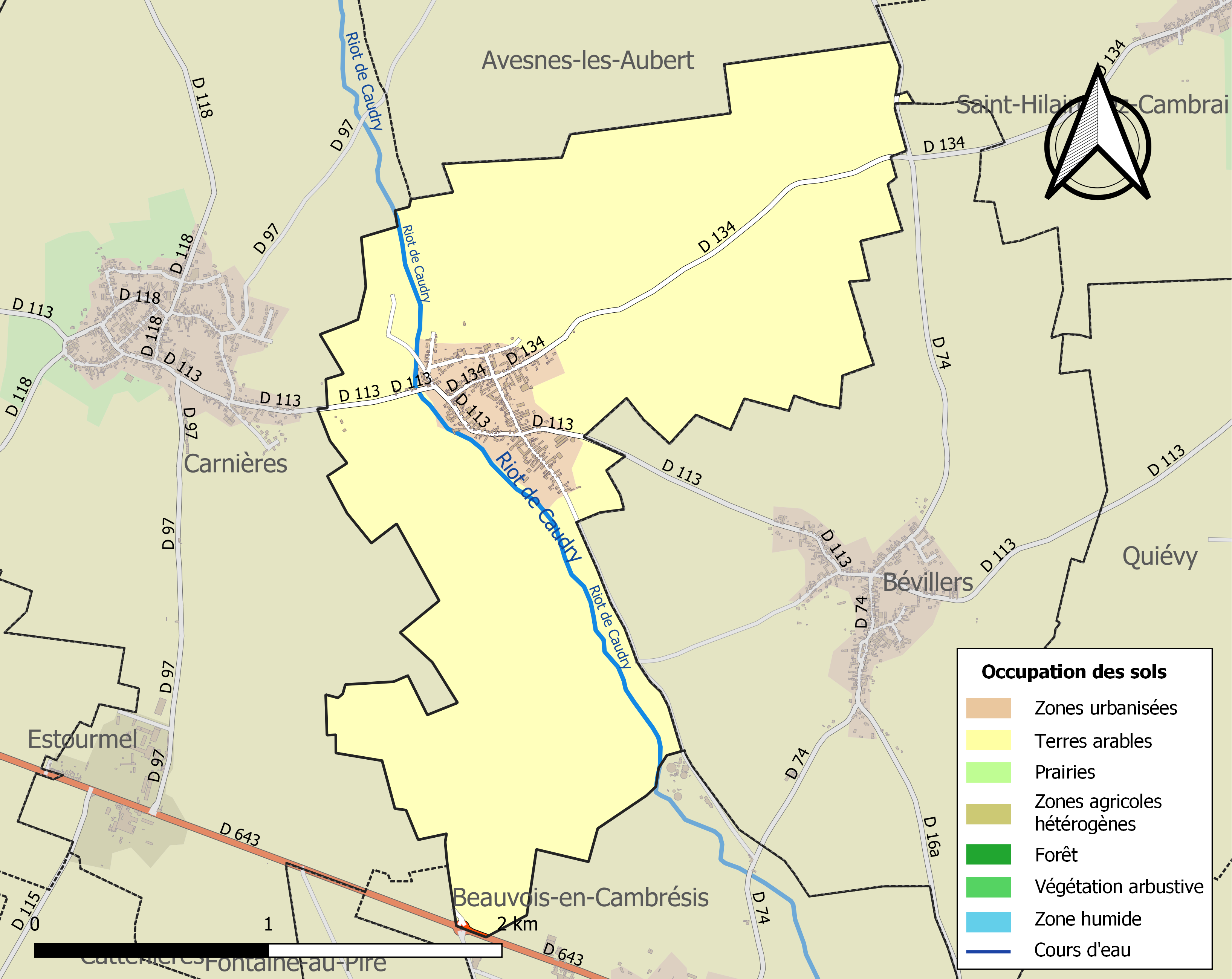
Carte des infrastructures et de l'occupation des sols de la commune en 2018 (CLC).

## Histoire
Le site est occupé dès la fin de La Tène. Une grande exploitation agricole est implantée à la période gallo-romaine.
Des témoignages d'époque mérovingienne ont été récemment découverts à l'emplacement de l'église actuelle.
Boussières connaît un accroissement démographique au XIXe siècle avec son apogée en 1881ː le village compte alors 1 122 habitants. La population diminue constamment avec une nette décélération depuis le milieu des années 1930. Boussières voit sa population divisée par trois.

### Administration municipale

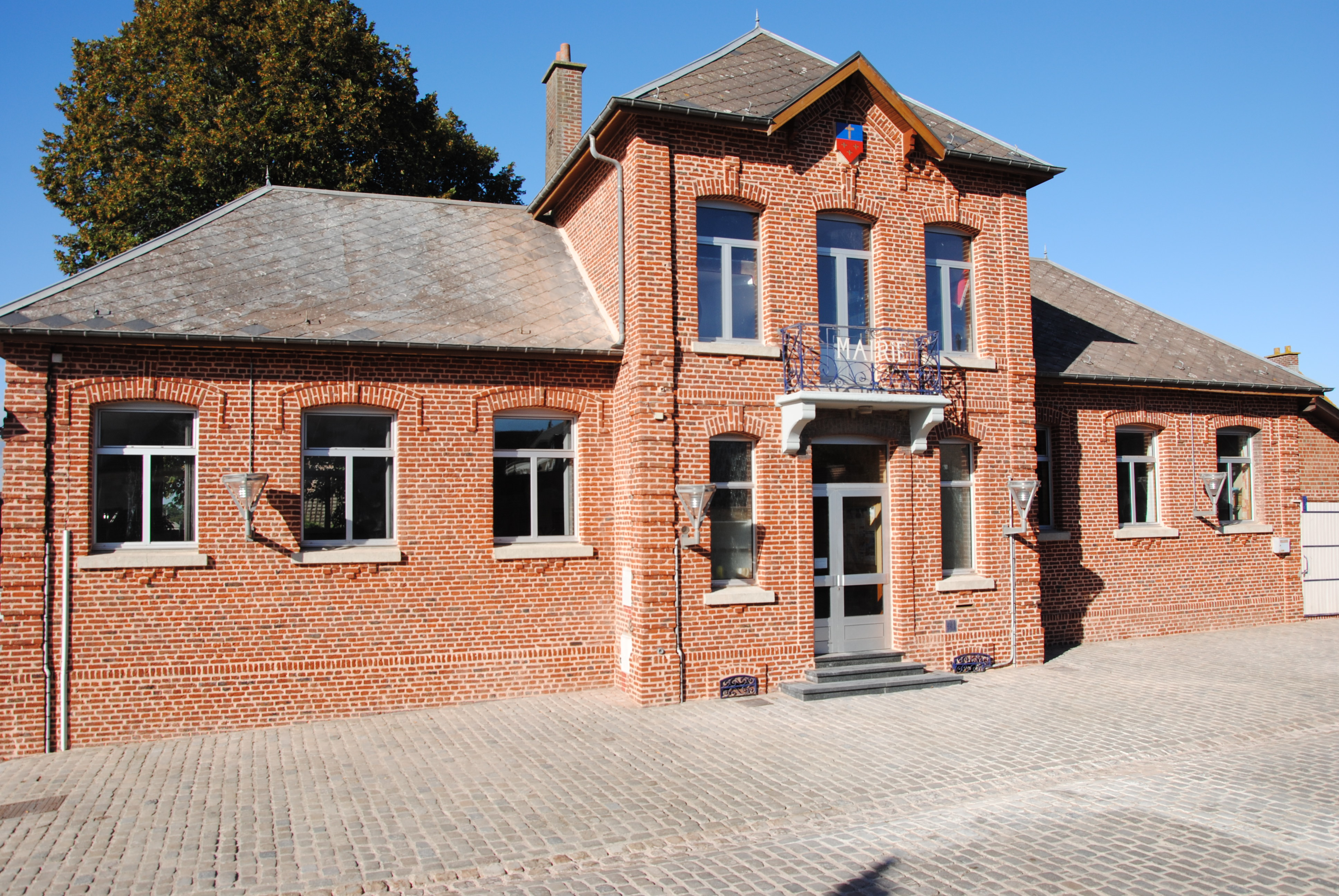
Mairie de Boussières-en-Cambrésis.

## Politique et administration

### Liste des maires
Maire en 1802-1803 : Philippe Senez.

Maire en 1807-1808 : Delplanque,.
| Période                                  | Période                     | Identité        | Étiquette | Qualité                        |
| ---------------------------------------- | --------------------------- | --------------- | --------- | ------------------------------ |
| Les données manquantes sont à compléter. |                             |                 |           |                                |
| mars 2001                                | mars 2008                   | Jacques Davoine |           |                                |
| mars 2008                                | juillet 2018                | Gérard Lenoble  |           | Réélu pour le mandat 2014-2020 |
| juillet 2018                             | En cours (au 10 avril 2014) | Laurent Loignon |           | Réélu pour le mandat 2020-2026 |

## Population et société

### Démographie

#### Évolution démographique
L'évolution du nombre d'habitants est connue à travers les recensements de la population effectués dans la commune depuis 1793. Pour les communes de moins de 10 000 habitants, une enquête de recensement portant sur toute la population est réalisée tous les cinq ans, les populations de référence des années intermédiaires étant quant à elles estimées par interpolation ou extrapolation. Pour la commune, le premier recensement exhaustif entrant dans le cadre du nouveau dispositif a été réalisé en 2004.

En 2022, la commune comptait 450 habitants, en évolution de +8,7 % par rapport à 2016 (Nord : +0,51 %, France hors Mayotte : +2,11 %).
| 1793 | 1800 | 1806 | 1821 | 1831 | 1836 | 1841 | 1846 | 1851 |
| ---- | ---- | ---- | ---- | ---- | ---- | ---- | ---- | ---- |
| 463  | 492  | 564  | 616  | 758  | 773  | 824  | 855  | 856  |

| 1856 | 1861 | 1866 | 1872  | 1876  | 1881  | 1886  | 1891  | 1896  |
| ---- | ---- | ---- | ----- | ----- | ----- | ----- | ----- | ----- |
| 893  | 912  | 972  | 1 002 | 1 078 | 1 122 | 1 088 | 1 017 | 1 010 |

| 1901 | 1906 | 1911 | 1921 | 1926 | 1931 | 1936 | 1946 | 1954 |
| ---- | ---- | ---- | ---- | ---- | ---- | ---- | ---- | ---- |
| 952  | 951  | 926  | 726  | 711  | 685  | 602  | 573  | 573  |

| 1962 | 1968 | 1975 | 1982 | 1990 | 1999 | 2004 | 2006 | 2009 |
| ---- | ---- | ---- | ---- | ---- | ---- | ---- | ---- | ---- |
| 526  | 502  | 439  | 462  | 458  | 434  | 418  | 407  | 424  |

| 2014 | 2019 | 2022 | - | - | - | - | - | - |
| ---- | ---- | ---- | - | - | - | - | - | - |
| 414  | 438  | 450  | - | - | - | - | - | - |

#### Pyramide des âges
La population de la commune est relativement jeune.
En 2018, le taux de personnes d'un âge inférieur à 30 ans s'élève à 38,2 %, soit en dessous de la moyenne départementale (39,5 %). À l'inverse, le taux de personnes d'âge supérieur à 60 ans est de 25,5 % la même année, alors qu'il est de 22,5 % au niveau départemental.
En 2018, la commune comptait 213 hommes pour 217 femmes, soit un taux de 50,47 % de femmes, légèrement inférieur au taux départemental (51,77 %).
Les pyramides des âges de la commune et du département s'établissent comme suit.
| Hommes | Classe d’âge | Femmes |
| ------ | ------------ | ------ |
| 0,9    | 90 ou +      | 1,4    |
| 4,1    | 75-89 ans    | 10,4   |
| 17,5   | 60-74 ans    | 16,7   |
| 18,0   | 45-59 ans    | 15,4   |
| 20,7   | 30-44 ans    | 18,6   |
| 14,3   | 15-29 ans    | 17,2   |
| 24,4   | 0-14 ans     | 20,4   |

| Hommes | Classe d’âge | Femmes |
| ------ | ------------ | ------ |
| 0,5    | 90 ou +      | 1,4    |
| 5,3    | 75-89 ans    | 8,1    |
| 14,8   | 60-74 ans    | 16,2   |
| 19,1   | 45-59 ans    | 18,4   |
| 19,5   | 30-44 ans    | 18,7   |
| 20,7   | 15-29 ans    | 19,1   |
| 20,2   | 0-14 ans     | 18     |

### Enseignement
Boussières-en-Cambrésis fait partie de l'académie de Lille.

### Culte
- L'église Saint-Médard dépend de la paroisse Saint-Joseph-en-Cambrésis de l'archidiocèse de Cambrai[26].

## Culture et patrimoine

### Lieux et monuments

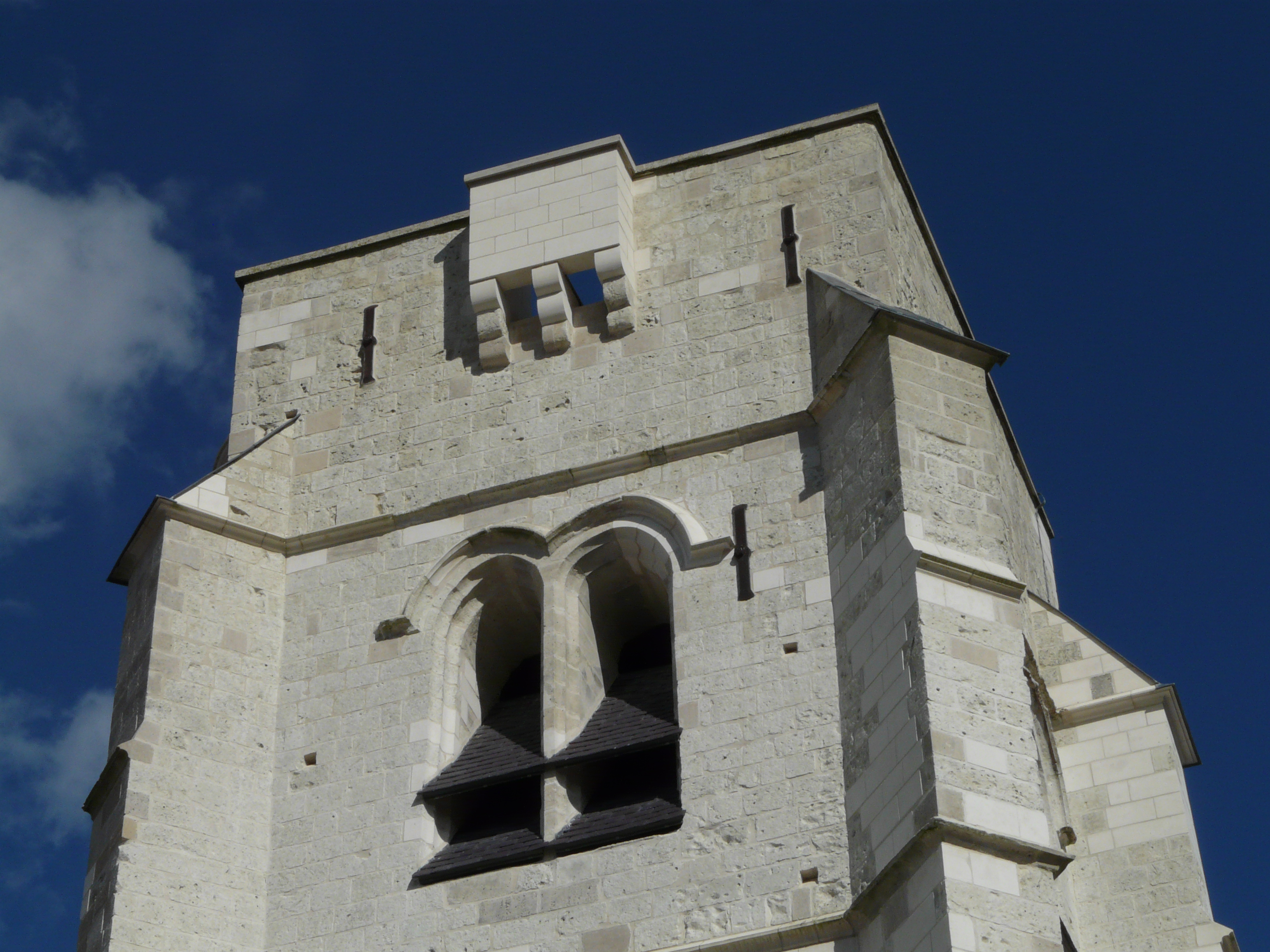
Le haut du clocher, restauré en 2012

Église Saint-Médard : tour remarquable datant de 1572, d'architecture militaire, elle est fortifiée, avec mâchicoulis. Le sommet est constitué d'une plate-forme défensive.
La nef date du XVIIIe siècle, jolies boiseries cirées dans le chœur, pierres tombales devant le chœur.
Détruite aujourd'hui, il existait sur le territoire une commanderie des Hospitaliers de Saint-Jean-de-Jérusalem. Elle fonctionna dès le XIe siècle, appartint à l'ordre de Saint-Jean de Jérusalem puis à des fermiers. Elle fut détruite en 1952.
Chapelle, calvaire, moulin...

### Héraldique
|  | Les armes de Boussières-en-Cambrésis se blasonnent ainsi : « Coupé : au 1 d'azur à une croix de calvaire d'or, entrelacée d'une couronne d'épines du même ; au 2, de gueules à trois fleurs de lis d'or. » |

## Pour approfondir